# Negerkys og labre larver
Negerkys og labre larver er en dansk film fra 1987.
- Manuskript Li Vilstrup og Dorthea Birkedal Andersen.
- Instruktion Li Vilstrup.

Blandt de medvirkende kan nævnes:
- Puk Schaufuss
- Ulla Henningsen
- Helle Ryslinge
- Peter Hesse Overgaard
- Thure Lindhardt
- Kaya Brüel